# 概念股
概念股是股市術語，做為一種選股的方式。相較於績優股必須有良好的營運業績所支撐，概念股只是以依靠相同話題，將同類型的股票列入選股標的的一種組合。由於概念股的廣告效應，因此不具有任何獲利的保證。

## 範例
- 災後概念股

指以救災、醫療、重建……等類型相關公司的股票。
- 中國概念股

指以在中國大陸的資產或營收為其主體組成部分公司的股票。
- 綠能概念股

指以可再生能源、節能……等類型相關公司的股票。

## 外部連結
- "概念股" - 搜索 Google 圖書
- "concept stock" - 搜索 Google 圖書
- 重组概念股变成“高危雷区” （页面存档备份，存于） 中国经济网 2014-05-16